# سیارک ۸۴۸۸
سیارک ۸۴۸۸ (به انگلیسی: 8488 d'Argens، نامگذاری:1989SR1) هشت هزار و چهارصد و هشتاد و هشتمین سیارک کشف شده‌است که در ۲۶ سپتامبر ۱۹۸۹ کشف شد.
قدر مطلق سیارک برابر ۱۷.۰ است.